# Benchmarking
Benchmarking je nástroj strategického managementu, se kterým poprvé přišla firma Xerox Corporation na počátku 80. let 20. století.
Jedná se o nepřetržitý a systematický proces porovnávání a měření produktů, procesů a metod vlastní organizace s těmi, kdo byli uznáni jako vhodní pro toto měření, za účelem definovat cíle zlepšování vlastních aktivit.

## Smysl benchmarkingu
Smyslem benchmarkingu je zjištění pozice vlastní společnosti na trhu a její zlepšení na základě srovnání s konkurencí a s důrazem na využití vlastních předností a potlačení vlastních nedostatků. Součástí zlepšení by mělo být i učení se od konkurenčních společností.

## Hlavní zásady
1. zásada čínského generála Sun-c (cca 500 př. n. l.): Jestliže znáš svého nepřítele a znáš-li i sám sebe, nemusíš se bát o výsledek stovky bitev.
2. zásada: Buď nejlepším z nejlepších.

## Postup benchmarkingu
1. Zjištění pozice společnosti na trhu, poznání činností firmy a zjištění slabin a předností společnosti. Spolu s těmito zjištěními se tyto vedení firmy a analytici snaží kvantifikovat.
2. Zjištění pozice konkurence na trhu a také zjištění, jakými způsoby si zajišťuje svůj podíl na konkrétním trhu. Následuje zjištění slabin a předností konkurentů a jejich kvantifikace.
3. Definice faktorů úspěchu, a to na základě zjištěných informací od vlastní společnosti, tak i od společností konkurujících na daném trhu. Navazuje i přebírání definovaných faktorů a zjištěných předností konkurence. Jedná se o napodobení či modifikace předností konkurence.
4. Pokus o získání převahy nad konkurenty a využití znalostí a předností společnosti.
5. Opakovat tyto kroky tak často, jak to bude možné a nutné.

## Druhy benchmarkingu

### Konkurenční
Soustředí se na produkt a jeho porovnání s přímými konkurenty. Uplatňuje se mezi firmami nabízejícími stejný či podobný produkt nebo službu. Jedná se o nejnáročnější druh benchmarkingu.

### Funkcionální
Zaměřuje se na jednu nebo více funkci organizace.

### Procesní (generický)
Zajímá se o konkrétní procesy organizací, které provozují podobnou činnost, avšak nemusí se jednat o konkurenty.

### Zákaznický
Srovnává poskytované služby organizací s požadavky zákazníků.

### Taktický
Sleduje procesy v jednotlivých odvětvích.

## Interní a externí benchmarking
Podle zaměření se na interní prostředí společnosti a nebo celkový trh se benchmarking dělí na interní a externí.
- Interní benchmarking se používá většinou u velkých a globálních společností, porovnávají a zjišťují se techniky a přístupy k práci uvnitř společnosti a u různých útvarů, které zvládají podobné či stejné úkoly lépe.
- Externí benchmarking se používá u malých a středních společností, využívá se metody porovnávání s konkurencí, často se naráží na legálnost zjišťování informací od konkurence.